# Webb City
Webb City est une ville américaine située dans le comté de Jasper, dans le Missouri.
Selon le recensement de 2010, Webb City compte 10 996 habitants. La municipalité s'étend sur 8,63 milles carrés (22,35 km2).

## Personnalités
- W. Alton Jones — industriel, philanthrope, président de CITGO (1940-1953)
- Gordon Arthur Riley — océanographe biologiste (1911-1985)
- Grant Wistrom — équipier des St. Louis Rams (1998-2003) et des Seattle Seahawks (2004-2006)